# Isla Skua
La isla Skua (en inglés: Skua Island) es una isla ubicada inmediatamente al noreste de la isla Prión en la entrada de la Bahía de las Islas, Georgia del Sur. Fue trazada en 1912-1913 por Robert Cushman Murphy, un naturalista estadounidense a bordo del bergantín Daisy. 
El extremo norte de esta isla es uno de los puntos que determinan las líneas de base de la República Argentina, a partir de las cuales se miden los espacios marítimos que rodean al archipiélago.
La isla fue examinada en 1929/30 por el personal de Discovery Investigations y nombrado en asociación con la Isla Albatros, Isla Prión y otras más cuyos nombres se relacionan con la naturaleza de la bahía.
La isla es administrada por el Reino Unido como parte del territorio de ultramar de las Islas Georgias del Sur y Sandwich del Sur, pero también es reclamada por la República Argentina que la considera parte del departamento Islas del Atlántico Sur dentro de la provincia de Tierra del Fuego, Antártida e Islas del Atlántico Sur.